# Zveno計畫
Zveno（俄語:Звено，本意譯為連結，可理解為空軍单位 "小隊"）是一个航空母機或稱連環機的概念計畫，被1930年代的苏联所採用。使用圖波列夫TB-1或图波列夫TB-3重型轰炸机作为母機並攜帶二到五架子機。雖然Zveno計畫有相當多種類，但基本上都能夠讓戰鬥子機從母機上起飛、降落和重新補充燃料。Zveno連環轟炸小隊（Zveno-SPB）使用一架TB-3和两架各攜帶一組250公斤（550磅）炸彈的伊-16战斗机，並在德蘇戰爭初期時對羅馬尼亞的作戰任務上具有不錯的戰果。随后还對德國部隊占領的第聂伯河上的橋樑執行戰術性轟炸。

## 发展

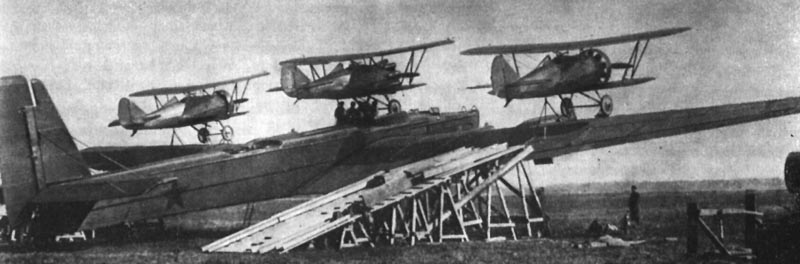
Zveno-2: 图波列夫TB-3 和三架波利卡爾波夫 I-5.戰鬥機，其中可看见的正在裝載戰鬥機的人員。中間的子機必須在機場時才能回到母機，母機後方的是專門裝載子機用的特殊坡道。

西元1931年六月， NII VVS (Nauchno-Issledovatel'skiy Institut Voyenno-Vozdushnykh Sil；空軍科学试验研究所)的Vladimir Vakhmistrov開始著手研究如何將戰鬥機與重型轟炸機組織在一起。計畫使用在下列幾個目的：
1. 使戰鬥子機突破原本的航程限制
2. 提供轰炸机护航的战斗机
3. 使用战斗机攜帶炸彈，使轟炸機能攜帶更多的炸彈
4. 戰鬥子機能夠從母機起飛。[2]

在所有Zveno的配置中，不論何時，所有飞机都有駕駛員進行操縱，且引擎必須全程啟動，因為加掛子機而導致總重增加，只靠母機的引擎是無法負荷的，希望能以此補足缺乏的推力。子機使用金字塔型的金屬架固定在母機上，而在這些金屬架上有兩個由子機駕駛員控制的固定鎖。(Zveno-1的兩個固定鎖中，前锁由母機機組員控制，而后锁是由子機飛行員控制；之後的版本皆改為由子機駕駛員控制)。原来的设计包括一個在固定在母機機身中央的燃料輸送管，允许战斗机能夠在轟炸機補充燃料，尽管这在實踐時無法完全实现。
西元1931年十一月3日，Zveno-1小隊成功起飛，使用圖波列夫 TB-1轟炸機(母機)和两架圖波列夫 I-4 戰鬥機(固定在TB-1機翼上方兩側)，但是在開啟子機固定鎖時，順序發生錯誤，導致一架子機過早離開母機，不過TB-1和另外一架I-4仍在控制中，且第二架子機很快的完成部屬。在固定鎖的控制權完全交給子機駕駛後，正常的脫離程序改成由子機飞行员開啟尾锁后，再拉动前鎖控制棒來打开前锁。根據Vlardimir的预测，在回收子機時，對母機的效能影响極小，Zveno-2小隊使用图波列夫TB-3，並载有三架波利卡爾波夫 I-5战斗机，並當作一般轟炸機方式使用。在陸地上時，地勤人員為了要把子機固定到母機的機翼上，他们使用特别的坡道將子機推上母機的機翼，但中央线的子机不得不以徒手的方式搬上母機機體上。後來因為十分麻煩的作業，中央线的I-5戰鬥機被永久固定在Zveno-2計畫的TB-3上，且在空中時不會啟動引擎。後來，中央线的I-5，仍然有一名飛行員來運行引擎，並移除了機翼和機尾，纯粹作为轟炸機母機的第五个发动机。 
Zveno-3小隊使用TB-3，並在其在機翼下懸掛兩架I-Z战斗机，這是一個非常不同的挑战—格洛戈維奇I-Z是一个有固定起落架的单翼飞机。為了方便在不平的地面起飞，子機通过一个浮动框架來固定在母機上。但是起飞后，I-Z戰鬥機的飞行员不得不推进控制桿來使框架固定在母機底部—如果战斗机不是固定在母機底部，母機會变得极难控制。一次试验飞行期间，一架I-Z戰鬥機的駕駛"Korotkov"計算了錯誤的时間升降框架機構，使他和他的戰鬥機撞壞了升降框架機構和固定鎖，導致母機必須警急降落，但機上仍有兩架戰鬥機固定在其上，緩慢的落地速度導致TB-3失去升力，Korotkov和他的戰鬥機因此而損失。 尽管Zveno計畫有許多固有的复杂性，例如携带多达五架飞机、执行空中起飛和对接，甚至母機因為機載機的螺旋桨和起落架導致損傷，这起意外依舊是整个Zveno計畫中最严重的事故。测试与各种飞机组合後，确定安装在顶部的子機，因為動盪的氣流，難以在母機飛行時回收。 如何安全的在母機機翼下回收子機的问题在可收放起落架的伊-16战斗机出現後才解決，並使得母機可以使用原先的固定式固定鎖來搭載子機。
這些母機與子機有一個非官方的暱稱:Vakhmistrov'的馬戲團 (Цирк Вахмистрова).

## 組成

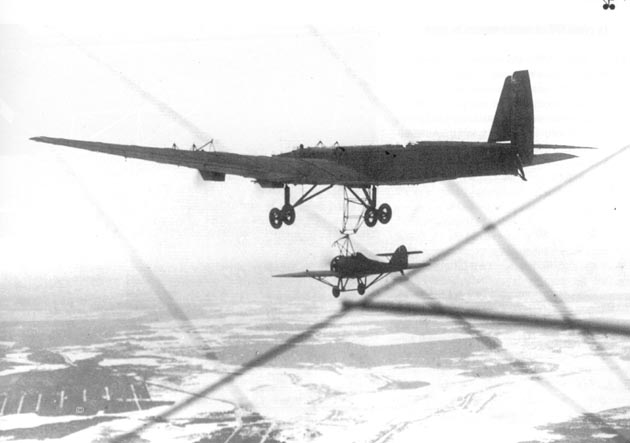
TB-3正在從機體下方回收格洛戈洛維奇 I-Z 戰鬥機。

來源:Shavrov
Zveno-1
由圖波列夫 TB-1和兩架安裝在TB-1機翼上的圖波列夫 I-4戰鬥機組成。圖波列夫 I-4戰鬥機是一款雙翼戰鬥機，但使用於小隊的該型戰鬥機下方機翼皆被移除(對戰鬥機效能並無不良效果)，以此來解決TB-1攜帶機載機後螺旋槳空間不足的問題。 首次飛行是在西元1931年十月3日。由A. I. Zalevskiy以及A. R. Sharapov負責駕駛TB-1，而I-4戰鬥機們是由 瓦列里.P.契卡洛夫和A. F. Anisimov駕駛。而計畫的創始者Vakhmistrov自己就待在前方的砲塔中參予飛行
Zveno-1a
由TB-1和兩架安裝在其機翼上的波利卡爾波夫 I-5戰鬥機，首次飛行是在西元1933年九月 。TB-1由Stefanovskiy駕駛，I-5則是由Kokkinaki和Grozd駕駛。
Zveno-2
由圖波列夫 TB-3 和兩架安裝在其機翼上、一架安裝在其機體上方，總共三架的I-5戰鬥機組成。首次飛行在西元1934年八月進行。TB-3由Zalevskiy駕駛，I-5則是由Altynov、Suprun和Suzi駕駛。
Zveno-3
TB-3和兩架安裝在其機翼下的格洛戈洛維奇 I-Z戰鬥機。
Zveno-5
TB-3和一架安裝在其機身下的格洛戈洛維奇 I-Z戰鬥機，戰鬥機必須在母機降落前離機，因為如果戰鬥機沒有提前離開，母機降落時與地面的空間會不足。西元1935年三月23日，由 Stefanovskiy駕駛的TB-3和由Stepanchenok駕駛的I-5戰鬥機完成了世界上首次兩架固定翼飛機的對接與回收。
Zveno-6
TB-3 和兩架在陸地上就固定好的伊-16戰鬥機(起落架已預先收起)。在西元1935年八月進行了首次飛行，TB-3由Stefanovskiy駕駛，而伊-16由Budakov和Nikashin駕駛。I-16在這次飛行只有進行離機測試，並沒有進行對接回收測試
Zveno-7
TB-3和兩架伊-16戰鬥機，它們都是在空中進行對接回收。首次飛行在西元1939年十月進行，三架伊-16的駕駛員為Stefanovskiy、Nyukhtikov和Suprun。 戰鬥機可在飛行中利用可升縮的對接機構回收，在母機兩翼下方各可安置一架戰鬥機。回收(在可能時)被認為在實踐時非常難以進行。
Aviamatka (母機空降計畫；Airborne mothership)
TB-3和兩架安裝在機翼下的伊-16戰鬥機、兩架安裝在機翼上的波利卡爾波夫 I-5戰鬥機、一架在半空中安裝在母機機身上的格洛戈洛維奇 I-Z戰鬥機。在西元1935十一月20日進行首飛，由Zalevskiy駕駛TB-3，而戰鬥機由Stefanovskiy,、Nikashin、Altynov、Suprun和Stepanchenok駕駛。Vakhmistrov也計畫了一個更大的計劃:裝載八架伊-16戰鬥機。在這計畫中，TB-3可由機翼下兩架伊-16進行空降，並在機翼上保留6架可在空中回收固定的伊-16。並非八架戰鬥機都能同時對接，但是可以在飛行中旋轉移動、在需要時離機或是回收。在機翼上的六架可以在母機上補充燃料。雖然在西元1938年(Zveno-6和7計畫)有少數幾次成功在半空中進行回收或補充燃料，不過在八架戰鬥機的狀況下卻從未成功。
SPB (Sostavnoi Pikiruyuschiy Bombardirovschik - Combined Dive Bomber；聯合俯衝轟炸機小隊)
TB-3-4AM-34FRN和安裝在機翼下的兩架伊-16，每架伊-16都帶有一組250公斤(550磅)的FAB-250炸彈。在二戰有不錯的戰果。

## 運行歷史
西元1938年, Vakhmistrov設計了Zveno-SPB (SPB: Sostavnoi Pikiruyuschiy Bombardirovschik, Combined Dive Bomber；聯合轟炸機小隊) 包含了圖波列夫 TB-3-4AM-34FRN母機和兩架波力卡波夫 伊-16 五型戰鬥機。各個戰鬥機都攜帶了一對250公斤(550磅)的FAB-250高爆炸彈。 雖然伊-16 五型戰鬥機可以在自行飛行時攜帶不高過100公斤(220磅)的炸彈， 如果在空中懸掛於TB-3上可以在2500公尺(8200英尺)時達到410公里/小時(220節；255英哩/小時)，實用升限為6800公尺(22,310英尺)，在俯衝時可以達到時速650公里(350節；405英哩)。 當炸彈投擲以後，SPB的伊-16還可以做為一般戰鬥機使用。Zveno-SPB的三架飛機總重22000公斤(48500磅)，最高時速268公里/小時(145節；165英哩/小時)，最大飛行距離2500公里(1500英哩；1350海浬)。使用母機飛行時，比伊-16自己飛行的航程還多80%。 
聯合俯衝轟炸機小隊(SPB)在西元1937年七月首次飛行，TB-3由 Stefanovskiy駕駛，伊-16則由Nikolayev和Taborovskiy負責駕駛。 之後在西元1938年，因為成功的測試計畫，Zveno-SPB被許可進入軍隊中服役。西元1940年四月1日，按照原先的計畫，蘇聯空軍以及蘇聯海軍應該各自接收20架TB-3和40架伊-16。 Vakhmistrov還被要求調查使用Pe-8、圖波列夫 MTB-2, and PBY卡特琳娜水上飛機(GST)當作母艦的可能性，並使用掛載500公斤(1100磅)炸彈的伊-16戰鬥機 在西元1939年，由於蘇聯政府對該計畫的支持已經衰減，海軍取消了所有相關的訂單，而空軍減少了戰鬥機的訂單數量，從40架降低到12架。 然而，蘇聯軍方發現了德國空軍容克 Ju 87俯衝轟炸機在二戰初期的成功。由於蘇聯並沒有俯衝轟炸機，他們決定小規模的使用Zveno-SPB計畫，來創造屬於蘇聯的俯衝轟炸機部隊。在西元1940年六月時，測試了Zveno計畫首批生產的飛機。 與原形不同的是，使用了更有力的伊-16 24型戰鬥機。首批生產的Zveno-SPB飛機，共有六個小隊(六架TB-3和12架伊-16 24型)。它們全部被編入了駐紮在克里米亞葉夫帕托里亞的黑海艦隊第62航空旅第32戰鬥機團(IAP)。
Zveno-SPB在德蘇戰爭中的使用相當少，不過都取得相當不錯的成果。在戰爭初期，黑海舰队空军部队的任务是摧毁與納粹德國結成聯盟的羅馬尼亞的工业目标。其中最重要的是羅馬尼亞境內、多瑙河上的卡羅一世國王大橋和其上普洛耶斯第到康斯坦察的輸油管。在數次嘗試使用常規轟炸這座受到重兵把守的橋梁失敗後，任务交給了Zveno-SPB。作为作戰试验，它們首個任務是攻擊在康斯坦察的油库。西元1941年七月26日，两个Zveno-SPB小隊成功的在日間攻擊的該目標，且自身沒有任何戰損，戰鬥機在距離目標40公里時(22海浬；25英里)脫離母艦，並自行返回駐地。
攻擊卡羅一世國王大橋的作戰任務總共有兩次，第一次發生在西元1941年八月10日。為了這次的任務，伊-16戰鬥機在機翼下加裝了95公升(25美國加侖)的燃料庫，並可提供伊-16戰鬥機額外的35分鐘航程。 這次任務總共出動了三個Zveno-SPB小隊，不過由於機械的問題，其中一個小隊先行返回駐地。剩餘的兩個小隊，在距離羅馬尼亞海岸線15公里(8海浬；9英里)處啟動了他們的戰鬥機。戰鬥機成功地從海拔1800公尺(5900英尺)處進行俯衝轟炸，且在重型防空砲火攻擊下，沒有一架被擊毀。 第二次攻擊卡羅一世國王大橋的任務发生在西元1941年八月13日。這次任務，三個Zveno-SPB小隊皆抵達目標。六架戰鬥機直接命中了卡羅一世國王大橋，摧毁了該橋一個跨度。 在返回駐地的路程中，战斗机扫射了靠近苏利纳的罗马尼亚步兵。因為上述的成果，軍方增加了兩個Zveno-SPB小隊，使小隊总数达到五个。Sveno-SPB最要命的地方在於缺乏TB-3所使用的Mikulin AM-34FRN引擎，因为其他引擎的輸出功率都不足以让TB-3搭載這機載機並進行空降。西元1941年八月16日，尼古拉·格拉西莫維奇·庫茲涅佐夫向约瑟夫·史達林 詢問，是否能將空軍安裝了AM-34FRN引擎的TB-3轉移成Zveno-SPB母機，但由於蘇聯空軍在戰爭初期受到巨大損失，因此请求被拒绝。與此同時，這五個小隊進行著作戰，並在該年八月17日和28日先後摧毁了一个在康斯坦察的干船坞和一座橫越第聂伯河的橋樑，不過在28日的任務中，損失了一架伊-16戰鬥機。 在上述兩個任務的隔天，Zveno-SPB小隊的伊-16戰鬥機遇到了數架梅塞希密特 Bf 109戰鬥機，並擊落了兩架該型飛機。尽管Zveno小隊具有極高的成功率，Zveno計畫就在西元1942年終止，因為TB-3以及伊-16在面對敵方空優時，過於脆弱。据估计，Zveno-SPB小隊飞行了至少30個战斗任务。